# Skylanders: Spyro’s Adventure
Skylanders: Spyro’s Adventure (с англ. — «Скайлендеры: Приключения Спайро») — видеоигра, которая была создана Toys For Bob и издана Activision. Она вышла 12 октября 2011 года в Австралии на PC и 13 октября на других консолях. В Европе игра вышла 14 октября и 16 октября в Северной Америке. Frima Studio разработали игру для iPhone и iPad. Square Enix планирует выпустить игру в Японии в 2012 году. На 31 марта 2012 года, Activision продала более 30 миллионов игрушек из Skylanders.

## Игровой процесс
В Skylanders: Spyro’s Adventure игроку предстоит взять на себя роль Властителя портала, который даёт возможность управлять более чем 30 персонажами, включая Спайро. Игрокам предстоит путешествовать по миру изучая его и решая головоломки, а также их ждёт битва с другими существами. Всё это для того чтобы спасти свой мир от Хаоса (Злго Властителя портала, которого игроку предстоит победить). Игра идёт в комплекте вместе с тремя статуэтками и «Портал Силы» который подключается к консоли игрока.
Игрок может использовать любой из 32 игровых персонажей в игре, но только если он приобрёл соответствующие игрушки. Каждый персонаж имеет два вида атаки. Каждый персонаж имеет свои особые способности, которые отличаются друг от друга. Хотя в комплект идёт только Спайро, Джил Грант и Триггер Хэппи, игрок может приобрести оставшиеся 29 игрушек отдельно, если захочет (4 с набором приключений, 24 поодиночке или с набором из 3 фигурок и 1 только поодиночке). Но помимо них имеются ещё и тёмная версия Спайро (входит в стартовый набор для 3DS) и легендарные версии 4 персонажей (в том числе и Спайро). Во время игры будут встречаться различные платформы помогающие прохождению уровня. Во всех игровых платформах кроме 3DS персонажи не способны прыгать, однако по пути можно встретить платформы-батуты которые позволяют прыгать в определённые места. Есть и порталы которые телепортируют персонажей в определённые места (в режиме Heroic Challenges за Slam Bam они действуют только от химиката соответствующего цвета). На уровнях есть места в которых можно найти различные бонусы (проход к ним могут открыть лишь Скаилэндер соответствующей стихии), их можно узнать по почти цельному каменному обручу с магической символикой стихии (но на уровне 2 «Гибельные пастбища» нет такого обруча, а проход скрыт). То как будут выглядеть эти проходы зависит от стихии (напр. Огненный проход может выглядеть как что угодно что может выделять тепло (горячие угли, огромная паровая машина), Жизненный проход выглядит как мост из растительности).

## Сюжет
Сюжет всего цикла Skylanders разворачивается после цикла The Legend of Spyro. В данной игре мир представлен наподобие мира из мультсериала «Охотники на драконов», то есть в виде отдельных кусков земли, левитирующих по миру Скайлэнд. В деревне, населённой существами похожими на антропоморфных рысей, кротов и енотов, именуемых мабу, разразилась буря. Туда был отправлен ученик Мастера Иона, мабу Хьюго для поисков героев именуемыми себя Скайлэндеры. Они пришли туда для эвакуации населения деревни. После эвакуации Хьюго привозит Скайлэндеров к мастеру Иону, туда, где произошло нападение злого мага по имени Хаос. Мастер Ион посылает бойцов отразить атаку, после чего Хаос выпускает на волю монстра, который почти полностью уничтожает жилище мастера Иона (от взрыва энергии и замок Хаоса улетает вдаль). Мастер Ион вовремя эвакуировал Скайлэндеров, а сам исчез. Хьюго тоже выжил, так как он всё это время находился в подземном убежище. Теперь ему, разумеется не без помощи друзей и Скайлэндеров, предстоит собрать кучу предметов которые помогут восстановить мир и победить Хаоса.

## Критика
| Сводный рейтинг       | Сводный рейтинг                                                       |
| Агрегатор             | Оценка                                                                |
| --------------------- | --------------------------------------------------------------------- |
| GameRankings          | (PC) 93,00 % (3DS) 84,29 % (X360) 80,95 % (Wii) 80,18 % (PS3) 79,23 % |
| Metacritic            | (3DS) 82/100 (Wii) 81/100 (X360) 78/100 (PS3) 77/100                  |
| Иноязычные издания    |                                                                       |
| Издание               | Оценка                                                                |
| Destructoid           | 8/10                                                                  |
| GameSpot              | 7,5/10                                                                |
| IGN                   | 8,0/10                                                                |
| Nintendo World Report | 9/10                                                                  |
| Gaming Nexus          | B+                                                                    |
| GiantBomb             | 4/5                                                                   |

В целом игра получила положительные отзывы от критиков. GameSpot дали 7,5 баллов из 10 возможных. IGN оценила игру в 8 баллов из 10. Skylanders была номинирована Toy Industry Association на награду «Игра Года».

## Продажи
В первом квартале 2012 года, Skylanders была третьей самой прибыльной игрой в Северной Америке и Европе. Более 30 миллионов игрушек Skylanders было продано по всему миру. Это превысило ожидания Activision в два-три раза.